# Железнодорожная линия Самара — Жигулёвское море — Сызрань
Железнодорожная линия Самара — Жигулёвское море — Сызрань — железнодорожная линия Самарского отделения Куйбышевской железной дороги.

## История

### Довоенный период
Прокладка линии железной дороги «Безымянка—Красная Глинка» происходила в 1937—1939 годах в рамках реализации постановления Совета Народных СССР и Центрального Комитета ВКП(б) «О строительстве Куйбышевского гидроузла и гидроузлов на р. Каме» от 10 августа 1937 года. Строительство велось силами Управления строительства Куйбышевского гидроузла НКВД СССР и созданного при нём Самарского исправительно-трудового лагеря.
Основной рабочей силой на этом строительстве были заключённые Самарского исправительно-трудового лагеря. К концу декабря 1937 года завершилась прокладка путей на участке «Безымянка — Семейкино» протяженностью 28 километров, к сентябрю 1938 года — на участке «Семейкино — Сок», после чего протяженность всей линии достигла 41 километра. В период до сентября 1939 года на всей железной дороге «Безымянка — Красная Глинка» были возведены объекты и сооружения, необходимые для её обслуживания.
Однако, в областной газете «Волжская Коммуна» указаны более медленные темпы строительства. В номере от 01.01.1938 г. говорится о том, что подготовлены 1 километр полотна и станционная площадка у Зубчаниновки (местонахождение нынешней станции Средневолжская). В номере от 03.10.1938 г. сказано, что в эксплуатацию сдано 12 км (отрезок до нынешней станции Козелковская). При этом прокладка железнодорожной ветки к строящемуся Механическому заводу, расположенному рядом со станцией Козелковская, ещё не была закончена. В номере от 21.09.1939 г. сообщается о досрочном открытии движения по железной дороге «Безымянка — Красная Глинка» протяжённостью 42,5 км. В течение первого месяца эксплуатации новой дороги была перевезена 59 301 тонна груза.
Никаких остановочных пунктов на дороге в данный период построено не было, так как линия предназначалась лишь исключительно для транспортировки грузов и заключённых с Красной Глинки на Безымянку и обратно без промежуточных остановок.
В период 1938—1940 годов в район строительства гидроузла доставлялись прибывшие на станцию Безымянка механизмы, строительные материалы и рабочая сила. С Красной Глинки на Безымянку и далее в район возведения Безымянской ТЭЦ вывозились бутовый камень, щебень и прочие стройматериалы, добытые на Сокских карьерах, а также лесоматериалы с расположенных здесь же лесозаготовительных пунктов.

### Годы Особстроя
Летом 1940 года на дороге были образованы разъезд и станция Семейкино (впоследствии Ново-Семейкино), а также разъезд и станция Сок. После начала консервации строительства Куйбышевского гидроузла (сентябрь 1940 года), в зиму 1940—1941 годов на участке между станциями Безымянка и Семейкино началось строительство двух погрузо-разгрузочных пунктов: платформа 5-й километр (вследствие развития на этом месте образовалась станция Сортировочная, в настоящее время станция Средневолжская) и платформа 11-й километр (вследствие развития на этом месте образовалась станция Мехзаводская, в настоящее время станция Козелковская). Это было сделано в рамках реализации постановления Совета Народных Комиссаров СССР и Центрального Комитета ВКП(б) от 6 августа 1940 года «О мероприятиях по обеспечению строительства в Куйбышеве авиационных заводов № 122, 295, 337 и Безымянской ТЭЦ в 1941 году».
Для выполнения указанного постановления в Куйбышеве тогда же было образовано Управление особого строительства НКВД СССР (Особстрой), а при нём — Безымянский исправительно-трудовой лагерь (Безымянлаг). Главной задачей обеих названных выше платформ было обслуживание Зубчаниновского отдельного участка Особстроя. Затем в период 1941—1942 годов при обеих платформах были возведены дополнительные погрузо-разгрузочные пути и необходимые сооружения, на которых в 1940-х и в начале 1950-х годов силами заключённых Безымянлага производилась обработка прибывающих грузов. В период 1937—1940 годов участок железной дороги «Безымянка — Красная Глинка» находился на балансе Управления строительства Куйбышевского гидроузла НКВД СССР, с 1940 по 1946 годы — на балансе Управление Особого Строительства НКВД СССР.
В 1946 году в связи с ликвидацией Управление Особого Строительства железная дорога «Безымянка — Красная Глинка» была передана на баланс Министерства авиационной промышленности СССР. В том же 1946 году на дороге были образованы следующие станции: Первая, Вторая, Сортировочная, Мехзавод, Ново-Семейкино и Сок.

### Послевоенный период
Дальнейшее развитие ветки железной дороги «Безымянка — Красная Глинка» происходило после окончания Великой Отечественной войны, и особенно активно после принятия постановления Совета Министров СССР и Центрального Комитета КПСС от 20 августа 1950 года «О строительстве Куйбышевской гидроэлектростанции на реке Волге». Для практической реализации этого решения было создано специализированное управление Куйбышевгидрострой МВД СССР, а при нём — Кунеевский исправительно-трудовой лагерь (Кунеевлаг). Силами заключённых к середине июля 1951 года было закончено строительство участка «Переволоки — Жигулевск», а 24 августа 1951 года состоялось официальное открытие регулярного движения на всем протяжении железной дороги «Сызрань — Жигулёвск».
Одновременно велось и строительство левобережной железнодорожной линии на отрезке от станции Сок до Ставрополя. В 1940-х годах дальнейшая прокладка магистрали «Безымянка — Красная Глинка» не планировалась, поскольку в то время плотину ГЭС предполагалось возвести в створе Жигулёвских ворот. Но после того, как по решению правительства строительство ГЭС перенесли в район Ставрополя, проектировщики в рекордно короткие сроки подготовили техническую документацию для прокладки новой линии.
К концу 1951 года (всего лишь за 14 месяцев) силами заключённых нескольких отдельных лагерных пунктов был построен железнодорожный мост через реку Сок. К середине осени 1951 года был полностью готов весь 90-километровый отрезок рельсового пути к району гидростроительства, после чего 30 ноября 1951 года официально открылось движение на всем протяжении железнодорожной линии «Куйбышев — Жигулёвское море». В этот день на Кунеевскую стройплощадку прибыл первый прямой поезд из областного центра.
С 1 января 1952 года железная дорога «Безымянка — Жигулёвское море» из ведения Министерства авиационной промышленности СССР перешла на баланс Министерства путей сообщения СССР, а 31 января 1952 года для обслуживания линии и организации перевозки грузов для строящейся ГЭС было создано Красноглинское отделение Куйбышевской железной дороги. Сквозное движение по всей линии «Куйбышев — Жигулёвск — Сызрань» по телу плотины Волжской ГЭС имени Ленина началось только после официального завершения гидростроительства 12 августа 1958 года. Движение по линии вплоть до 1950-х годов осуществлялось на паровозной тяге.
В период с конца 1940-х до конца 1950-х годов основной задачей железнодорожной станции Сортировочная были погрузо-разгрузочные работы для промышленных предприятий Безымянского узла. Обслуживания пассажирских поездов в этот период здесь не производилось. В 1960-х годах в связи с электрификацией железнодорожной линии «Куйбышев — Жигулёвское море», с массовым дачным строительством близ Зубчаниновки и началом движения электричек на участке от Безымянки до Ново-Семейкина были созданы новые станции и пассажирские платформы. В этот же период станция Сортировочная была переименована в Средневолжскую.

### Современное состояние
Линия Самара — Жигулёвское море — Сызрань с ответвлением на Тольятти однопутная, электрифицированная. C 2021 года по ней запущен скоростной поезд «Ласточка».
В настоящее время станция Средневолжская обслуживает предприятия:
- ОАО «Самарский металлургический завод»
- ООО «Завод приборных подшипников»
- ОАО «Железобетон»
- ООО «Домостроительный комбинат № 1»
- 1245 УНР филиала ФГУП «Управление обустройства войск МО РФ»
- ОАО «Кондитерское объединение „Россия“»
- ООО «Кока-Кола НВС Евразия» (филиал в городе Самара)
- ОАО «Волжская территориальная генерирующая компания» — филиал «Самарская ТЭЦ».

## Линдовская железная дорога
В 1942 году к Куйбышевскому подшипниковому заводу (4 ГПЗ) была проложена одноколейная железнодорожная ветка протяжённостью 11,5 км, получившая впоследствии название Линдовская железная дорога, в честь революционера Г. Д. Лейтейзена (партийный псевдоним — Линдов). В Кировском районе ветка начиналась от путей, принадлежавших Управлению Особого Строительства НКВД СССР (в районе современной станции Средневолжская).
По ветке, проходившей вдоль нынешнего проспекта Карла Маркса в Самаре, осуществлялось движение товарных составов. От ветки существовали ответвления к 4 ГПЗ, Заводу имени Масленникова (ЗиМ),  Заводу имени Тарасова, Шоколадной фабрике «Россия».
На участке между улицей Революционной и проспектом Масленникова расположена железнодорожная станция Линдов Город, функционировавшая до 2007 года. Станция находилась в подчинении железнодорожного цеха Завода авиационных подшипников. От станции шло ответвление на территорию на ул. Луначарского (с ответвлением на основную территорию ГПЗ) и далее на ЗиМ. Этот участок был разобран около 1992 года, участок от Шоколадной фабрики до станции Линдов Город эксплуатировался до февраля 2006 года, разобран летом 2007 года. На линии имелась также станция в районе улицы Санфировой, от которой было ответвление вдоль улицы Советской Армии на завод имени Тарасова (оно пересекало Московское шоссе прямо по перекрёстку улицы Советской Армии и Московского шоссе).
До 2019 года функционировал участок до шоколадной фабрики «Россия», но ныне он, как и вся остальная ветка, демонтирован.